# 4609 Pizarro
4609 Pizarro је астероид главног астероидног појаса са пречником од приближно 27,62 .
Афел астероида је на удаљености од 3,447 астрономских јединица (АЈ) од Сунца, а перихел на 2,774 АЈ.
Ексцентрицитет орбите износи 0,108, инклинација (нагиб) орбите у односу на раван еклиптике 13,344 степени, а орбитални период износи 2004,068 дана (5,486 година).
Апсолутна магнитуда астероида је 11,50 а геометријски албедо 0,058.
Астероид је откривен 13. фебруара 1988. године.